# Gide Noel
 (juillet 2018).
Gide Noel, né le 22 février 1993, à Cayenne, en Guyane, est un joueur français de basket-ball. Il évolue au poste d'ailier fort.